# Челюстно-лицевая хирургия

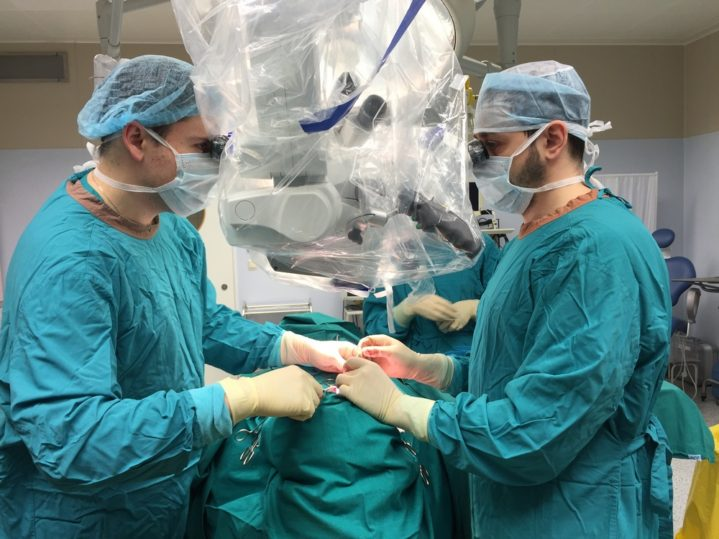
Врачи-челюстно-лицевые хирурги московской городской клинической больницы им. С. П. Боткина во время проведения микрохирургической операции

Че́люстно-лицева́я хирурги́я — хирургическая специальность, занимающаяся лечением различных заболеваний и состояний в области лица, челюстей, полости рта, головы и шеи.

## Специальность
Челюстно-лицевой хирург специализируется на лечении черепно-челюстно-лицевого комплекса и области шеи. Черепно-челюстно-лицевой комплекс анатомически включает в себя лицевой и мозговой отделы черепа, нижнюю челюсть, ротовую полость, а также связанные с ними структуры.

### Хирургические вмешательства
Челюстно-лицевая хирургия занимается диагностикой и лечением следующих состояний и заболеваний:
- травмы мягких и твёрдых тканей челюстно-лицевой области, головы, шеи (переломы верхней и нижней челюсти, костей носа, скуловых костей, стенок глазниц, костей свода черепа и др.);
- врождённые черепно-лицевые пороки развития, такие как расщелина губы и нёба, косые расщелины лица, врождённые и приобретённые дефекты свода черепа (краниофациальная хирургия) и др.;
- доброкачественные новообразования головы и шеи (кисты, опухоли и др.);
- злокачественные новообразования головы и шеи (рак кожи, слизистой оболочки полости рта, слюнных желёз и др.);
- гнойно-воспалительные заболевания головы и шеи (абсцессы, флегмоны и др.);
- болевой синдром челюстно-лицевой области;
- парезы, параличи в челюстно-лицевой области;
- хирургические патологии височно-нижнечелюстного сустава (ВНЧС).

Также в челюстно-лицевой хирургии проводятся следующие процедуры:
- ортогнатическая хирургия: хирургическое лечение и коррекция зубочелюстной деформации, прикуса, лечение при синдроме обструктивного апноэ сна;
- эстетическая хирургия головы и шеи: подтяжка лица (фейслифтинг), блефаропластика, отопластика, ринопластика, септопластика, гениопластика, удаление комков Биша, липосакция шеи, трансплантация волос и прочие косметические вмешательства;
- хирургическое лечение опухолей головы и шеи с микрохирургической реконструкцией;
- хирургия лицевого нерва;
- хирургия полости рта.

## История специальности
В СССР «челюстно-лицевая хирургия» отсутствовала в перечне медицинских специальностей. В стране не существовало челюстно-лицевых хирургов, а их функцию исполняли стоматологи-хирурги. Причиной этому является политика того времени, когда по инициативе А. И. Евдокимова, для придания советской стоматологии характера отрасли медицины, в 1930-х годах, «челюстно-лицевая хирургия» была включена в раздел «стоматологии».
В России специальность «челюстно-лицевая хирургия» была создана приказом Минздравмедпрома РФ только в 1995 году.

## Правовой статус специальности
Челюстно-лицевая хирургия — это международно признанная хирургическая специальность.

### Российская Федерация
В России челюстно-лицевая хирургия относится к узкоспециализированным хирургическим специальностям. Как правило, челюстно-лицевые хирурги ведут медицинскую практику в специализированных отделениях челюстно-лицевой хирургии многопрофильных больниц.
Существует профессиональное сообщество челюстно-лицевых хирургов «Общество специалистов в области челюстно-лицевой хирургии», созданное в 2017 году.

### Страны Европы
В большей части Европы, челюстно-лицевая хирургия является признанной медицинской специальностью. Основная область деятельности — это опухоли головы и шеи, микрохирургия, черепно-лицевая хирургия и черепно-челюстно-лицевая травма, деформации лица, расщелины губы и нёба, хирургия ВНЧС и эстетическая хирургия лица.
В Великобритании челюстно-лицевая хирургия относится к специальностям Королевской коллегии хирургов Англии.

### США
В США, в большинстве случаев, специальность челюстно-лицевая хирургия упоминается как «оральная и челюстно-лицевая хирургия» и является признанной хирургической специальностью, но формально относится к стоматологии.

### В других странах мира
В Австралии и Новой Зеландии челюстно-лицевая хирургия признана как специальность медицины и стоматологии. Сфера деятельности обширна. Врачи, к примеру, могут специализироваться в таких областях, как хирургия головы и шеи с микрохирургией.

## Образование

### Российская Федерация
В России специальность «челюстно-лицевая хирургия» могут получить специалисты со специалитетом «лечебное дело», «педиатрия», «стоматология» и прошедшие обучение в клинической ординатуре. Длительность обучения в клинической ординатуре составляет 2 года.

### Соединённые штаты Америки (США)
В США длительность обучения по специальности «челюстно-лицевая хирургия» в резидентуре составляет от 4 до 6 лет. После прохождения 6-ти летней резидентуры специалист получает степень доктора медицины.
Также после прохождения резидентуры челюстно-лицевой хирург может продолжить обучение в одно- или двухлетней специализации по следующим направлениям:
- рак головы и шеи — микрохирургическая реконструкция,
- косметическая хирургия,
- краниофациальная хирургия,
- кранио-максиллофациальная травма.

## Известные челюстно-лицевые хирурги
- Бернард Девошель — французский челюстно-лицевой хирург Амьенского Университетского госпиталя, который в ноябре 2005 года успешно осуществил первую в мире трансплантацию лица для Изабель Динор[4].
- Люк Чикани[англ.] реконструировал лицо Тревора Риса-Джонса[англ.], который получил повреждения при ударе во время автокатастрофы, где погибла принцесса Диана[5].
- Йохан Рейнеке -челюстно-лицевой хирург из ЮАР, профессор Университета Амстердама, Нидерланды. Один из крупнейших специалистов в области ортогнатической хирургии , автор учебника "Essentials of orthognatic surgery"